# Volkspartij voor Vernieuwing en Democratie
De Volkspartij voor Vernieuwing en Democratie (VVD), tot 2019 de Plattelands Bewoners Partij (PBP) en daarvoor de Progressieve Bosnegerpartij (PBP), is een politieke partij in Suriname.

## Geschiedenis
De partij werd begin april 1968 opgericht en een maand later aan de pers gepresenteerd. Oprichtende leden waren Jarien Gadden, een voormalig lid van achtereenvolgens de NPS en de Algemene Bosnegerpartij, en E.O.J. (Otti?) Jozefzoon, een leraar aan de Kweekschool en schrijver. De partij stelde zich als doel de geestelijke en sociaal-economische achterstand van de 'bosnegers' weg te werken, een bevolkingsgroep die tegenwoordig als marrons wordt aangeduid.
Tijdens verkiezingen werkte de partij vaak samen met andere partijen, waaronder in die van 1969 en 1973 met onder meer de KTPI en de PSV en in 1977 met de BEP. In januari 2015 ging de PBP onder aanvoering van Armand Kanapé de samenwerking aan met BP-2011 (een afsplitsing van BEP) en Seeka, onder de naam A Nyun Combinatie (ANC). Politieke samenwerking in pre-electorale combinaties is sinds maart 2019 niet meer toegestaan.
Ondertussen wijzigde eind jaren zeventig, begin jaren tachtig de naam in Plattelands Bewoners Partij (eveneens PBP) toen er een verbod kwam op de vorming van politieke partijen op een raciale grondslag.
In april 2019 werd de naam van de partij opnieuw gewijzigd, nu in Volkspartij voor Vernieuwing en Democratie (VVD). De naamswijziging viel samen met het 51-jarig bestaan van de partij en de overdracht van het voorzitterschap van Kanapé aan Alice Amafo.
De partij deed in vier districten mee aan de verkiezingen van 2020 maar behaalde geen zetels.